# Villa oldroydi
Villa oldroydi är en tvåvingeart som beskrevs av Hall 1976. Villa oldroydi ingår i släktet Villa och familjen svävflugor. Inga underarter finns listade i Catalogue of Life.